# Андаманский дронго
Андаманский дронго (лат. Dicrurus andamanensis) — вид птиц семейства дронговых.

## Подвиды
Признаются следующие подвиды:
- D. a. andamanensis Beavan, 1867
- D. a. dicruriformis (Hume, 1873)

## Распространение
Андаманский дронго является эндемиком Андаманских островов.

## Описание
Длина 28-29 см, хотя длина более крупного подвида D. a. dicruriformis составляет 35 см. У него глубоко раздвоенный хвост и тяжелый чёрный клюв. Оперение чёрное (кроме коричневатых маховых перьев) с зелёным отливом. Существует некоторый половой диморфизм: самка меньше и имеет менее раздвоенный хвост.

## Образ жизни
Андаманский дронго встречается в вечнозеленых и лиственных влажных тропических лесах, а также в более открытых лесах и зарослях. Пищу в основном составляют летающие насекомые, в том числе муравьи, которых обычно ловят в воздухе.

## Охранный статус и угрозы
Андаманский дронго имеет большой ареал распространения и большую популяцию, но считается, что его численность уменьшается, хотя и недостаточно сильно, чтобы считать его находящимся под угрозой исчезновения.  Поэтому Международный союз охраны природы классифицирует вид как вызывающий наименьшие опасения.